# Konrad Huber
Konrad Walentin "Konni" Huber, född 4 november 1892 i Helsingfors, död 4 december 1960 i Helsingfors, var en finlandssvensk sportskytt.
Huber blev olympisk silvermedaljör i trap vid sommarspelen 1924 i Paris. 1937 delades Finlandssvenska bragdmedaljen ut till honom.